# Udo (graaf van Lahngouw)
Udo (graaf van Lahngouw) (ca. 830 - na 879) was de zoon van graaf Gebhard van de Lahngouw.
Udo nam in 861 samen met zijn broers deel aan de mislukte opstand van Karloman van Beieren tegen diens vader Lodewijk de Duitser. Daarna vluchtten ze naar hun familielid Adalhard de Seneschalk aan het hof van Lotharius II. Met hem vluchtten ze later naar Karel de Kale. Karel gaf ze verantwoordelijkheden in de verdediging van Neustrië tegen de Vikingen. Dit bracht ze echter ook in conflict met de lokale adel. Uiteindelijk verloren Udo en zijn verwanten in 865 de gunst van Karel, de graafschappen van Udo werden aan Gauzlin van Maine gegeven.
In 876 overleed Lodewijk de Duitser en konden Udo en zijn broers terugkeren naar huis. Ze verplaatsten samen met hun vader in 879 het klooster van St Severus naar Gemünden, waar hun vader intrad als monnik en korte tijd later stierf.

## Huwelijk en kinderen
Udo was getrouwd met Judith (geb. ca. 835), de zuster van Koenraad II van Bourgondië, en ze hadden de volgende kinderen:
- Koenraad de Oudere, graaf in de Opper-Lahngouw, gesneuveld tegen de Babenbergers 906
- Eberhard, graaf in de Neder-Lahngouw en de Ortenau, gesneuveld tegen de Babenbergers ca. 902
- Gebhard II van Lotharingen, gesneuveld tegen de Hongaren 910
- Rudolf, bisschop van Würzburg, gesneuveld tegen de Hongaren 908

## Externe bronnen
- (fr)  Hubert Guillotel, «Une autre marche de Neustrie », dans Onomastique et Parenté dans l'Occident médiéval, Prosopographica et genealogica, Oxford, 2000, 310 pagina's, ISBN 1-900934-01-9), pag. 7-13